# فرودگاه سره
فرودگاه سره (به انگلیسی: Sarh Airport) یک فرودگاه همگانی در چاد با کد یاتا SRH است که یک باند فرود آسفالت دارد و طول باند آن ۱۸۰۰ متر است. این فرودگاه در کشور چاد قرار دارد و در ارتفاع ۳۶۳ متری از سطح دریا واقع شده است.